# ハイイロトキ
ハイイロトキ（灰色朱鷺、学名:Theristicus caerulescens）は、ペリカン目トキ科に分類される鳥類の一種である。

## 分布
ブラジル南部からボリビア東部より、パラグアイ、ウルグアイ、アルゼンチン北部まで分布する。

## 形態
体長71-76cm。体全体がやや濃いめの灰色で、背中には灰褐色の斑がある。風切羽、上尾筒、尾は、緑色の光沢をおびた黒色である。後頭部に房状の冠羽がある。目先と喉は皮膚が裸出していて黒く、嘴も黒い。脚は赤色である。

## 生態
主に熱帯地方の沼地や湿地に生息する。
昆虫類、両生類などを捕食する。
繁殖形態は卵生。